# Vinzenz Geiger
Vinzenz Geiger (* 24. července 1997, Oberstdorf) je německý sdruženář (závodník v severské kombinaci). Na olympijských hrách v Pekingu roku 2022 vyhrál závod na středním můstku kombinovaný s během na 10 km. Zlato získal již na předchozích hrách v Pchjongčchangu roku 2018, a to ze štafety. I na mistrovství světa bral cenné kovy s německým družstvem, a to dvě stříbra (2019, 2021). Ve světovém poháru, jehož se zúčastňuje od roku 2015, skončil jednou celkově druhý (2020/21), jednou třetí (2019/20). Vyhrál v seriálu světového poháru osm závodů, 29krát stál na stupních vítězů (k únoru 2022).